# Михаела Рунчану
Михаѐла Рунча̀ну (на румънски: Mihaela Runceanu; Бузъу, 4 май 1955 – Букурещ, 1 ноември 1989 г.) е румънска певица и учителка по цигулка и поп пеене. Развива певческата си кариера през 70-те и 80-те години на XX век и успява да се нареди сред най-представителните певици от това време като Корина Кириак, Анджела Симиля, Маргарета Пъслару, Мирабела Дауер и други.
Месец и половина преди политическите събития в страната е убита в жилището си в Букурещ вследствие на взлом с цел обир.

## Биография

### 50-те – 70-те години
Два месеца и половина след раждането ѝ семейството се мести в село Числъу на около 30 километра от Бузъу, а през 1958 г. – в село Орбен (окръг Бакъу). Там се увлича по цигулката и още преди да започне училище, баща ѝ я въвежда в своята творческа бригада.
От 1962 до 1964 г. учи в 1-ви и 2-ри клас в местното основно училище, след което всички се връщат в Бузъу. Там завършва с отличие основното и средното си образование в Лицея за музика и пластични изкуства (дн. Лицей за изкуства „Маргарета Стериан“). Учителката ѝ по цигулка е Еуфросина Томеску, която е съпруга на директора Константин Томеску. Още докато е гимназистка, Михаела свири на цигулка в градския симфоничен оркестър към Общинския дом на културата.
В началото на 1973 г. получава първото си признание като певица, печелейки I награда на 5-ото издание на конкурса Tinerețea buzoiană („Бузъуска младост“) с песента Anilor („Години“) по текст и музика на Петре Магдин, а в края на годината изнася първото си неколкоседмично турне в чужбина – в Чехословакия и Унгария като цигуларка в симфоничния оркестър.
През 1974 г. завършва средното си образование и е приета в Консерваторията „Чиприан Порумбеску“ (дн. Букурещки национален университет по музика) в класа на Виктор Джуляну във Факултета по композиране и музикознание, катедра „Педагогика“. Успоредно с това в продължение на три години ходи на курсове по пеене в класа на Нина Беркару в местното Народно училище за изкуства. Корепетитор е пианистът Сорин Барбу.
През май 1975 г. печели Голямата награда на 5-ото издание на конкурса Steaua litoralului („Звездата на крайбрежието“) в Констанца. През юли е първата ѝ изява по телевизията в предаването Voci tinere… la Râmnicu Vâlcea („Млади гласове… в Ръмнику Вълча“), а през декември печели I награда на фестивала Constelații vâlcene („Вълчански съзвездия“) в Ръмнику Вълча и дебютира към радиото с песента Nesfârșitul dragostei („Безкрайността на любовта“) на композитора Джордже Григориу.
През февруари 1976 г. минава с оценка 10 първия етап на телевизионния конкурс за млади таланти Steaua fără nume („Безименната звезда“), а през март печели II награда на фестивала на студентските изкуства в Галац, II награда на конкурса Букурещ 76. На 9-ото издание на Фестивала на младежда в Амара през август печели трофей на младежта.
През юни 1978 г. завършва Консерваторията, защитавайки дисертация на тема „Румънската естрадна музика и ролята ѝ в съвременното общество“. Веднага след дипломирането си е разпределена като учителка по цигулка в Общото музикално училище в Браила, където остава до следващата година, а междувременно пее с местните групи „Соларис“ и „Мефисто“. През 1979 и 1980 г. преподава цигулка в Лицея за музика и пластични изкуства в родния си град Бузъу и пее с група „Нона“.

### 80-те години
През есента на 1980 г. започва работа като учителка по поп пеене в Училището за изкуства в Букурещ, а корепетитор е пианистът Йонел Тудор. Сред учениците ѝ се нареждат Марина Флоря, Силвия Димитреску, Кътълин Кришан, Кармен Трандафир, Адриан Енаке, Мадалина Маноле и други.
От 1980 до 1989 г. пее в най-известните ресторанти в столицата, както и в Синая и Тимишоара, а през лятото изнася концети по Румънското Черноморие.
През 1983 г. „Електрекорд“ издава първата ѝ краткосвиреща плоча, включваща песните Luna („Луната“) и Ce frumos am visat („Колко хубаво сънувах“), но първата ѝ успешна песен е E-adevărat, iubirea mea („Вярно е, любов моя“) от 1984 г., която е всъщност румънска адаптация на Paradise („Рай“) на американската актриса Фийби Кейтс, включена като заглавна песен в саундтрака на едноименния филм от 1982 г.
От 1985 г. изнася множество концерти както в Букурещ, така и из цялата страна и в чужбина – СССР (1984 г.), Куба (1985 г.), България (април 1987 г.), ГДР (юли 1987 г.).
На 28 октомври 1989 г. участва в концерта Start Melodii '89, провел се в столичната зала „Радио“, на което публиката я връща на бис три пъти и певицата се покланя на овациите. Това се оказва последната ѝ изява. На 30 октомври „Електрекорд“ издава втория и последния ѝ приживе албум Pentru voi, muguri noi („За вас, нови пъпки“), в който освен нови песни е включен и румънски кавър на Still Loving You („Все още те обичам“) на „Скорпиънс“, озаглавен Eu nu te-am uitat („Не съм те забравила“) по текст на Роксана Попеску.

### Смърт
Около 1 часа след полунощ на 1 ноември е убита в жилището си на булевард „Михай Браву“ в Букурещ вследствие на взлом с цел обир. 36 часа след престъплението е арестуван Даниел Космин Щефанеску, който е осъден на 21 години затвор и 8 години лишаване от граждански права. Певицата е погребана на гробището „Думбрава“ в родния си град Бузъу на 4 ноември. На погребението ѝ присъстват над хиляда души.
Посмъртно през 1991 г. са издадени биографични книги за нея, чийто автор е Николае Пенеш.
През месец май в Бузъу се провежда първото издание на фестивала за поп музика, носещ нейното име.
През 2004 г. е обявена посмъртно за почетна гражданка на Бузъу.

## Дискография

### Студийни албуми
- 1987 – Mihaela Runceanu
- 1989 – Pentru voi, muguri noi

### Сборни албуми (посмъртно)
- 1999 – Vom fi mereu
- 2007 – Muzică de colecție, vol. 31 – Mihaela Runceanu
- 2010 – Mihaela Runceanu și Roxana Popescu
- 2013 – Iartă
- 2017 – Dublu chic (включващ двата ѝ студийни албума)

### Краткосвирещи плочи
- 1983 – Luna/Ce frumos am visat

## Награди и отличия
- 1973 – I награда на 5-ото издание на конкурса Tinerețea buzoiană („Бузъуска младеж“), Бузъу
- 1975 – Голяма награда на 5-ото издание на конкурса Steaua litoralului („Звездата на крайбрежието“), Констанца
- 1975 – II награда на 6-ото издание на фестивала Lebăda de argint („Сребърният лебед“), Букурещ
- 1975 – I награда на 3-тото издание на фестивала Constelații vâlcene („Вълчански съзвездия“), Ръмнику Вълча
- 1976 – II награда на 4-тото издание на фестивала конкурс „Букурещ“
- 1976 – I награда на 8-ото издание на конкурса „Бузъуска младеж“, Бузъу
- 1976 – Голяма награда на 9-ото издание на Фестивала на младежта, Амара
- 1977 – II награда на 1-вото издание на Националния фестивал за песен на Румъния, Букурещ

### Фестивал за лека музика в Мамая
- 1976 – I награда за песента De-ar fi fost să fiu

### „Мелодии на годината“
Конкурсът се провежда в началото на всяка година от 1979 до 1987 г. Изброените години по-долу се отнасят за годината на провеждане, но самите издания се отнасят за предната година.
- 1985 – I награда за Să crezi în dragostea mea
- 1986 – Награда на журито за Să crezi în dragostea mea и De-ar fi să vii
- 1987 – лауреатка за De-ar fi să vii
- 1988 – лауреатка за Să-nvingă dragostea (в дует с Джордже Николеску)